# 基沙达
基沙达（葡萄牙語：Quixadá）是巴西塞阿拉州的一个市镇。总面积2019.816平方公里，总人口74660人，人口密度37人/平方公里。